# Ensemble Spirale
L’Ensemble Spirale est un ensemble de musique ancienne dirigé par Marianne Muller. Il a enregistré en 2006 Les Folies d'Espagne et la suite en mi mineur, dont le célèbre Tombeau pour M. de Sainte-Colombe de Marin Marais. Ce disque a été récompensé du prestigieux Diapason d'Or et fait d'ores et déjà office de référence dans le monde de la musique baroque.